# Az Amerikai Egyesült Államok az 1964. évi téli olimpiai játékokon
Az Amerikai Egyesült Államok az ausztriai Innsbruckban megrendezett 1964. évi téli olimpiai játékok egyik részt vevő nemzete volt. Az országot az olimpián 10 sportágban 90 sportoló képviselte, akik összesen 7 érmet szereztek.

## Érmesek
| Érem  | Versenyző                   | Sportág        | Versenyszám          |
| ----- | --------------------------- | -------------- | -------------------- |
| Arany | Terry McDermott             | Gyorskorcsolya | Férfi 500 m          |
| Ezüst | Billy Kidd                  | Alpesisí       | Férfi műlesiklás     |
| Ezüst | Jean Saubert                | Alpesisí       | Női óriás-műlesiklás |
| Bronz | Jimmy Heuga                 | Alpesisí       | Férfi műlesiklás     |
| Bronz | Jean Saubert                | Alpesisí       | Női műlesiklás       |
| Bronz | Scott Allen                 | Műkorcsolya    | Férfi egyéni         |
| Bronz | Vivian Joseph Ronald Joseph | Műkorcsolya    | Páros                |

## Alpesisí
Férfi
| Versenyző     | Versenyszám      | Selejtező | Selejtező | Selejtező | Selejtező | Döntő    | Döntő    | Döntő    | Döntő    | Döntő      | Döntő      |
| Versenyző     | Versenyszám      | 1. futam  | 1. futam  | 2. futam  | 2. futam  | 1. futam | 1. futam | 2. futam | 2. futam | Összesítés | Összesítés |
| Versenyző     | Versenyszám      | Idő       | Hely.     | Idő       | Hely.     | Idő      | Hely.    | Idő      | Hely.    | Idő        | Helyezés   |
| ------------- | ---------------- | --------- | --------- | --------- | --------- | -------- | -------- | -------- | -------- | ---------- | ---------- |
| Chuck Ferries | Lesiklás         |           |           |           |           |          |          |          |          | 2:23,00    | 20.        |
| Chuck Ferries | Műlesiklás       | 55,17     | 25.       |           |           | kizárták | kizárták | kiesett  | kiesett  | kiesett    | kiesett    |
| Jimmy Heuga   | Műlesiklás       | 52,45     | 4.        |           |           | 1:10,16  | 3.       | 1:01,36  | 3.       | 2:11,52    |            |
| Jimmy Heuga   | Óriás-műlesiklás |           |           |           |           |          |          |          |          | kizárták   | kizárták   |
| Billy Kidd    | Lesiklás         |           |           |           |           |          |          |          |          | 2:21,82    | 16.        |
| Billy Kidd    | Műlesiklás       | 53,73     | 11.       |           |           | 1:10,96  | 6.       | 1:00,31  | 2.       | 2:11,27    |            |
| Billy Kidd    | Óriás-műlesiklás |           |           |           |           |          |          |          |          | 1:49,97    | 7.         |
| Bill Marolt   | Óriás-műlesiklás |           |           |           |           |          |          |          |          | 1:51,29    | 12.        |
| Ni Orsi, Jr.  | Lesiklás         |           |           |           |           |          |          |          |          | 2:21,59    | 14.        |
| Buddy Werner  | Lesiklás         |           |           |           |           |          |          |          |          | 2:22,05    | 17.        |
| Buddy Werner  | Műlesiklás       | 53,19     | 5.        |           |           | 1:11,64  | 9.       | 1:01,82  | 6.       | 2:13,46    | 8.         |
| Buddy Werner  | Óriás-műlesiklás |           |           |           |           |          |          |          |          | kizárták   | kizárták   |

Női
| Versenyző       | Versenyszám      | 1. futam | 1. futam | 2. futam | 2. futam | Összesítés | Összesítés |
| Versenyző       | Versenyszám      | Idő      | Hely.    | Idő      | Hely.    | Idő        | Helyezés   |
| --------------- | ---------------- | -------- | -------- | -------- | -------- | ---------- | ---------- |
| Barbara Ferries | Műlesiklás       | kizárták | kizárták | kiesett  | kiesett  | kiesett    | kiesett    |
| Barbara Ferries | Óriás-műlesiklás |          |          |          |          | 1:59,44    | 20.        |
| Joan Hannah     | Lesiklás         |          |          |          |          | 2:01,88    | 15.        |
| Joan Hannah     | Műlesiklás       | 51,36    | 22.      | 56,03    | 22.      | 1:47,39    | 19.        |
| Joan Hannah     | Óriás-műlesiklás |          |          |          |          | 2:01,97    | 26.        |
| Linda Meyers    | Műlesiklás       | 47,02    | 12.      | 50,91    | 12.      | 1:37,93    | 12.        |
| Linda Meyers    | Óriás-műlesiklás |          |          |          |          | 2:03,46    | 30.        |
| Jean Saubert    | Lesiklás         |          |          |          |          | 2:03,79    | 26.        |
| Jean Saubert    | Műlesiklás       | 44,78    | 6.       | 46,58    | 2.       | 1:31,36    |            |
| Jean Saubert    | Óriás-műlesiklás |          |          |          |          | 1:53,11    | *          |
| Margo Walters   | Lesiklás         |          |          |          |          | 2:02,68    | 21.        |
| Starr Walton    | Lesiklás         |          |          |          |          | 2:01,45    | 14.        |

* - egy másik versenyzővel azonos eredményt ért el

## Biatlon
| Versenyző        | Lövőhiba | Időeredmény | Helyezés |
| ---------------- | -------- | ----------- | -------- |
| Charlie Akers    | 2        | 1:32:24,9   | 16.      |
| Peter Lahdenpera | 8        | 1:43:04,7   | 36.      |
| Paul Renne       | 6        | 1:46:45,9   | 39.      |
| Bill Spencer     | 4        | 1:36:49,8   | 30.      |

## Bob
| Versenyző                                           | Versenyszám | 1. futam | 1. futam | 2. futam | 2. futam | 3. futam   | 3. futam   | 4. futam | 4. futam | Összesítés | Összesítés |
| Versenyző                                           | Versenyszám | Idő      | Hely.    | Idő      | Hely.    | Idő        | Hely.      | Idő      | Hely.    | Idő        | Helyezés   |
| --------------------------------------------------- | ----------- | -------- | -------- | -------- | -------- | ---------- | ---------- | -------- | -------- | ---------- | ---------- |
| Larry McKillip Jim Lamy                             | Kettes      | 1:06,17  | 7.       | 1:06,34  | 7.       | 1:05,84    | 5.         | 1:06,25  | 4.       | 4:24,60    | 5.         |
| Charlie McDonald Chuck Pandolph                     | Kettes      | 1:05,97  | 6.       | 1:05,85  | 4.       | 1:06,16    | 7.         | 1:07,02  | 9.       | 4:25,00    | 7.         |
| Bill Hickey Reg Benham Bill Dundon Chuck Pandolph   | Négyes      | 1:03,90  | 4.       | 1:04,11  | 7.       | 1:04,43    | 6.*        | 1:04,79  | 11.      | 4:17,23    | 6.         |
| Larry McKillip Bob Rogers Mike Baumgartner Jim Lamy | Négyes      | 1:03,92  | 5.       | 1:04,22  | 8.       | nem indult | nem indult | kiesett  | kiesett  | kiesett    | kiesett    |

* - egy másik csapattal azonos eredményt ért el

## Északi összetett
| Versenyző  | Síugrás  | Síugrás  | Síugrás  | Síugrás  | Síugrás  | Síugrás  | Síugrás | Síugrás | Sífutás       | Sífutás       | Sífutás       | Összesítés | Összesítés |
| Versenyző  | 1. ugrás | 1. ugrás | 2. ugrás | 2. ugrás | 3. ugrás | 3. ugrás | Össz.   | Össz.   | Sífutás       | Sífutás       | Sífutás       | Összesítés | Összesítés |
| Versenyző  | Távolság | Pont     | Távolság | Pont     | Távolság | Pont     | Pont    | Hely.   | Idő           | Pont          | Hely.         | Pont       | Helyezés   |
| ---------- | -------- | -------- | -------- | -------- | -------- | -------- | ------- | ------- | ------------- | ------------- | ------------- | ---------- | ---------- |
| John Bower | 61,0     | 90,9     | 62,5     | (90,8)   | 62,0     | 100,2    | 191,1   | 21.     | 52:26,4       | 212,66        | 9.            | 403,76     | 15.        |
| Jim Page   | 57,0     | 80,1     | 52,5     | (71,4)   | 49,5     | 72,2     | 152,3   | 30.     | nem ért célba | nem ért célba | nem ért célba | kiesett    | kiesett    |
| Jim Shea   | 56,5     | 72,1     | 53,5     | 69,2     | 46,0     | (58,4)   | 141,3   | 31.     | 53:04,2       | 205,46        | 13.           | 346,76     | 27.        |

## Gyorskorcsolya
Férfi
| Versenyző          | Versenyszám | Eredmény | Helyezés |
| ------------------ | ----------- | -------- | -------- |
| Floyd Bedbury      | 1500 m      | 2:21,3   | 42.      |
| Buddy Campbell     | 1500 m      | 2:16,4   | 25.      |
| Bill Disney        | 500 m       | 41,1     | 8.*      |
| Stan Fail          | 5000 m      | 8:31,9   | 38.      |
| Tom Gray           | 500 m       | 41,5     | 14.      |
| Dick Hunt          | 1500 m      | 2:14,4   | 15.      |
| Dick Hunt          | 5000 m      | 8:09,7   | 20.      |
| Wayne LeBombard    | 5000 m      | 8:21,3   | 29.      |
| Wayne LeBombard    | 10 000 m    | 17:30,6  | 30.      |
| Terry McDermott    | 500 m       | 40,1     |          |
| Eddie Rudolph, Jr. | 500 m       | 40,9     | 6.       |
| Eddie Rudolph, Jr. | 1500 m      | 2:16,8   | 26.*     |

Női
| Versenyző       | Versenyszám | Eredmény | Helyezés |
| --------------- | ----------- | -------- | -------- |
| Jeanne Ashworth | 500 m       | 46,2     | 4.*      |
| Jeanne Ashworth | 1000 m      | 1:38,7   | 11.*     |
| Jeanne Ashworth | 3000 m      | 5:30,3   | 11.      |
| Mary Lawler     | 500 m       | 46,6     | 7.       |
| Mary Lawler     | 1500 m      | 2:34,9   | 19.      |
| Barb Lockhart   | 1000 m      | 1:38,6   | 10.      |
| Barb Lockhart   | 3000 m      | 5:43,2   | 23.      |
| Judy Morstein   | 1500 m      | 2:33,3   | 15.      |
| Jan Smith       | 500 m       | 46,2     | 4.*      |
| Jan Smith       | 1000 m      | 1:36,7   | 7.       |
| Jan Smith       | 1500 m      | 2:37,8   | 24.      |
| Sylvia White    | 3000 m      | 5:42,7   | 21.*     |

* - egy másik versenyzővel azonos eredményt ért el

## Jégkorong
| Amerikai férfi jégkorongcsapat-játékoskeret                                                | Amerikai férfi jégkorongcsapat-játékoskeret                                                | Amerikai férfi jégkorongcsapat-játékoskeret                               |
| ------------------------------------------------------------------------------------------ | ------------------------------------------------------------------------------------------ | ------------------------------------------------------------------------- |
| - David Brooks - Herb Brooks - Billy Christian - Rog Christian - Paul Coppo - Dan Dilworth | - Dates Fryberger - Paul Johnson - Tom Martin - Jim McCoy - Wayne Meredith - Bill Reichart | - Donald Ross - Pat Rupp - Gary Schmalzbauer - Jim Westby - Tom Yurkovich |

### Eredmények
Selejtező
| 1964. január 28. | Egyesült Államok (USA) | 7 – 2 (1–0, 3–1, 3–1) | Románia | Innsbruck |

|  |  |  |  |  |
|  |  |  |  |  |
|  |  |  |  |  |
|  |  |  |  |  |

Döntő csoportkör
| 1964. január 29. | Szovjetunió (URS) | 5 – 1 (1–0, 3–0, 1–1) | Egyesült Államok | Innsbruck |

|  |  |  |  |  |
|  |  |  |  |  |
|  |  |  |  |  |
|  |  |  |  |  |

| 1964. január 31. | Egyesült Államok (USA) | 8 – 0 (0–0, 2–0, 6–0) | Egyesült Német Csapat | Innsbruck |

|  |  |  |  |  |
|  |  |  |  |  |
|  |  |  |  |  |
|  |  |  |  |  |

| 1964. február 1. | Svédország (SWE) | 7 – 4 (1–3, 3–0, 3–1) | Egyesült Államok | Innsbruck |

|  |  |  |  |  |
|  |  |  |  |  |
|  |  |  |  |  |
|  |  |  |  |  |

| 1964. február 3. | Kanada (CAN) | 8 – 6 (1–3, 6–0, 1–3) | Egyesült Államok | Innsbruck |

|  |  |  |  |  |
|  |  |  |  |  |
|  |  |  |  |  |
|  |  |  |  |  |

| 1964. február 5. | Csehszlovákia (TCH) | 7 – 1 (0–0, 2–0, 5–1) | Egyesült Államok | Innsbruck |

|  |  |  |  |  |
|  |  |  |  |  |
|  |  |  |  |  |
|  |  |  |  |  |

| 1964. február 7. | Egyesült Államok (USA) | 2 – 3 (0–2, 1–1, 1–0) | Finnország | Innsbruck |

|  |  |  |  |  |
|  |  |  |  |  |
|  |  |  |  |  |
|  |  |  |  |  |

| 1964. február 8. | Egyesült Államok (USA) | 7 – 3 (3–2, 2–0, 2–1) | Svájc | Innsbruck |

|  |  |  |  |  |
|  |  |  |  |  |
|  |  |  |  |  |
|  |  |  |  |  |

Végeredmény
| Csapat                | M | Gy | D | V | G+ | G– | Gk  | P  |
| --------------------- | - | -- | - | - | -- | -- | --- | -- |
| Szovjetunió           | 7 | 7  | 0 | 0 | 54 | 10 | +44 | 14 |
| Svédország            | 7 | 5  | 0 | 2 | 47 | 16 | +31 | 10 |
| Csehszlovákia         | 7 | 5  | 0 | 2 | 38 | 19 | +19 | 10 |
| Kanada                | 7 | 5  | 0 | 2 | 32 | 17 | +15 | 10 |
| Egyesült Államok      | 7 | 2  | 0 | 5 | 29 | 33 | –4  | 4  |
| Finnország            | 7 | 2  | 0 | 5 | 10 | 31 | –21 | 4  |
| Egyesült Német Csapat | 7 | 2  | 0 | 5 | 13 | 49 | –36 | 4  |
| Svájc                 | 7 | 0  | 0 | 7 | 9  | 57 | –48 | 0  |

| Csapat           | Helyezés |
| ---------------- | -------- |
| Egyesült Államok | 5.       |

## Műkorcsolya
| Versenyző                                | Versenyszám  | Kötelező elemek   | Kötelező elemek | Kűr               | Kűr   | Összesítés                     | Összesítés                     | Összesítés                     | Összesítés                     | Összesítés                     | Összesítés                     | Összesítés                     | Összesítés                     | Összesítés                     | Összesítés        | Összesítés        | Összesítés  | Összesítés | Összesítés |
| Versenyző                                | Versenyszám  | Kötelező elemek   | Kötelező elemek | Kűr               | Kűr   | Helyezési pontszámok bírónként | Helyezési pontszámok bírónként | Helyezési pontszámok bírónként | Helyezési pontszámok bírónként | Helyezési pontszámok bírónként | Helyezési pontszámok bírónként | Helyezési pontszámok bírónként | Helyezési pontszámok bírónként | Helyezési pontszámok bírónként | Több. hely. száma | Több. hely. össz. | Hely. össz. | Pont       | Helyezés   |
| Versenyző                                | Versenyszám  | Több. hely. száma | Hely.           | Több. hely. száma | Hely. | 1                              | 2                              | 3                              | 4                              | 5                              | 6                              | 7                              | 8                              | 9                              | Több. hely. száma | Több. hely. össz. | Hely. össz. | Pont       | Helyezés   |
| ---------------------------------------- | ------------ | ----------------- | --------------- | ----------------- | ----- | ------------------------------ | ------------------------------ | ------------------------------ | ------------------------------ | ------------------------------ | ------------------------------ | ------------------------------ | ------------------------------ | ------------------------------ | ----------------- | ----------------- | ----------- | ---------- | ---------- |
| Scott Allen                              | Férfi egyéni | 7×4+              | 4.              | 6×3.5+            | 4.    | 2,0                            | 3,0                            | 3,0                            | 2,0                            | 2,0                            | 5,0                            | 3,0                            | 1,0                            | 5,0                            | 7×3+              | 16,0              | 26,0        | 1873,6     |            |
| Thomas Litz                              | Férfi egyéni | 5×12+             | 13.             | 6×3+              | 2.    | 10,0                           | 8,0                            | 11,0                           | 6,0                            | 6,0                            | 6,0                            | 6,0                            | 12,0                           | 12,0                           | 5×8+              | 32,0              | 77,0        | 1764,7     | 6.         |
| Monty Hoyt                               | Férfi egyéni | 8×7+              | 6.              | 5×12+             | 12.   | 11,0                           | 10,0                           | 10,0                           | 8,0                            | 11,0                           | 7,0                            | 7,0                            | 7,0                            | 10,0                           | 7×10+             | 59,0              | 81,0        | 1755,5     | 10.        |
| Peggy Fleming                            | Női egyéni   | 5×8+              | 8.              | 7×7+              | 6.    | 5,0                            | 7,0                            | 11,0                           | 5,0                            | 8,0                            | 6,0                            | 6,0                            | 5,0                            | 6,0                            | 6×6+              | 33,0              | 59,0        | 1819,6     | 6.         |
| Christine Haigler                        | Női egyéni   | 8×6+              | 6.              | 5×15+             | 15.   | 15,0                           | 8,0                            | 9,0                            | 8,0                            | 6,0                            | 7,0                            | 7,0                            | 7,0                            | 7,0                            | 5×7+              | 34,0              | 74,0        | 1803,8     | 7.         |
| Albertina Noyes                          | Női egyéni   | 6×9+              | 9.              | 6×8+              | 7.    | 10,0                           | 6,0                            | 5,0                            | 6,0                            | 10,0                           | 9,0                            | 10,0                           | 9,0                            | 8,0                            | 6×9+              | 43,0              | 73,0        | 1798,9     | 8.         |
| Vivian Joseph Ronald Joseph              | Páros        |                   |                 |                   |       | 3,0                            | 3,0                            | 3,0                            | 4,0                            | 4,5                            | 4,0                            | 5,0                            | 5,0                            | 4,0                            | 6×4+              | 21,0              | 35,5        | 98,2       |            |
| Judianne Fotheringill Jerry Fotheringill | Páros        |                   |                 |                   |       | 7,0                            | 7,5                            | 8,0                            | 5,0                            | 12,0                           | 7,0                            | 9,0                            | 7,0                            | 7,0                            | 5×7+              | 33,0              | 69,5        | 94,7       | 7.         |
| Cynthia Kauffman Ronald Kauffman         | Páros        |                   |                 |                   |       | 8,0                            | 4,0                            | 11,0                           | 6,0                            | 9,0                            | 8,0                            | 11,0                           | 9,0                            | 8,0                            | 5×8+              | 34,0              | 74,0        | 92,8       | 8.         |

## Sífutás
Férfi
| Versenyző                                       | Versenyszám     | Eredmény  | Helyezés |
| ----------------------------------------------- | --------------- | --------- | -------- |
| Karl Bohlin                                     | 15 km           | 57:54,0   | 47.      |
| Larry Damon                                     | 30 km           | 1:42:57,7 | 46.      |
| Larry Damon                                     | 50 km           | 3:05:06,4 | 28.      |
| Mike Elliott                                    | 15 km           | 56:51,8   | 41.      |
| Mike Elliott                                    | 30 km           | 1:40:11,7 | 30.      |
| Mike Gallagher                                  | 15 km           | 56:19,4   | 38.      |
| Jim Shea                                        | 30 km           | 1:43:18,4 | 48.      |
| Dick Taylor                                     | 15 km           | 58:19,6   | 49.      |
| Dick Taylor                                     | 30 km           | 1:42:39,5 | 42.      |
| Dick Taylor                                     | 50 km           | 3:09:58,3 | 34.      |
| Mike Gallagher Mike Elliott Jim Shea John Bower | 4 × 10 km váltó | 2:39:17,3 | 13.      |

## Síugrás
| Versenyző          | Versenyszám | 1. ugrás | 1. ugrás | 1. ugrás | 2. ugrás | 2. ugrás | 2. ugrás | 3. ugrás | 3. ugrás | 3. ugrás | Összesítés | Összesítés |
| Versenyző          | Versenyszám | Távolság | Pont     | Hely.    | Távolság | Pont     | Hely.    | Távolság | Pont     | Hely.    | Pont       | Helyezés   |
| ------------------ | ----------- | -------- | -------- | -------- | -------- | -------- | -------- | -------- | -------- | -------- | ---------- | ---------- |
| John Balfanz       | Normálsánc  | 74,0     | (102,2)  | 8.       | 74,5     | 103,9    | 8.*      | 74,5     | 102,6    | 10.*     | 206,5      | 10.        |
| John Balfanz       | Nagysánc    | 83,0     | 94,8     | 31.      | 73,5     | (83,4)   | 48.      | 71,0     | 85,4     | 40.      | 180,2      | 41.        |
| David Hicks        | Normálsánc  | 72,5     | (92,6)   | 43.      | 72,0     | 95,4     | 38.*     | 71,5     | 94,9     | 38.      | 190,3      | 41.        |
| David Hicks        | Nagysánc    | 84,0     | (93,5)   | 33.      | 85,0     | 98,9     | 23.      | 79,0     | 96,4     | 18.      | 195,3      | 29.*       |
| Gene Kotlarek      | Normálsánc  | 76,5     | 103,2    | 7.       | 74,0     | 100,2    | 18.      | 76,0     | (97,2)   | 29.      | 203,4      | 14.*       |
| Gene Kotlarek      | Nagysánc    | 87,0     | 100,1    | 18.*     | 81,0     | (93,6)   | 36.      | 79,0     | 97,4     | 14.*     | 197,5      | 24.        |
| Ansten Samuelstuen | Normálsánc  | 72,5     | 100,1    | 16.      | 73,0     | 100,3    | 17.      | 72,5     | (98,8)   | 23.*     | 200,4      | 24.        |
| Ansten Samuelstuen | Nagysánc    | 81,5     | 93,0     | 34.*     | 80,5     | 96,0     | 30.      | 73,5     | (90,9)   | 27.*     | 189,0      | 33.        |

* - egy másik versenyzővel azonos eredményt ért el

## Szánkó
| Versenyző                       | Versenyszám | 1. futam      | 1. futam      | 2. futam | 2. futam | 3. futam | 3. futam | 4. futam | 4. futam | Összesítés | Összesítés |
| Versenyző                       | Versenyszám | Idő           | Hely.         | Idő      | Hely.    | Idő      | Hely.    | Idő      | Hely.    | Idő        | Helyezés   |
| ------------------------------- | ----------- | ------------- | ------------- | -------- | -------- | -------- | -------- | -------- | -------- | ---------- | ---------- |
| George Farmer                   | Férfi egyes | 56,78         | 25.           | 1:26,81  | 31.      | 57,00    | 24.      | 56,01    | 23.      | 4:16,60    | 29.        |
| Francis Feltman                 | Férfi egyes | 52,91         | 7.            | 53,43    | 13.      | 54,13    | 14.*     | 54,58    | 15.      | 3:35,05    | 13.        |
| Mike Hessel                     | Férfi egyes | 55,31         | 20.           | 55,50    | 22.      | 56,12    | 23.      | 56,37    | 24.      | 3:43,30    | 22.        |
| Tom Neely                       | Férfi egyes | 54,62         | 17.           | 55,40    | 20.      | 55,04    | 20.      | 55,12    | 17.      | 3:40,18    | 17.        |
| Ray Fales Nicholas Mastromatteo | Kettes      | 1:00,75       | 14.           | 1:11,18  | 12.      |          |          |          |          | 2:11,93    | 13.        |
| Jim Higgins Ron Walters         | Kettes      | nem ért célba | nem ért célba | kiesett  | kiesett  |          |          |          |          | kiesett    | kiesett    |